# Horváth Anna erdélyi fejedelemasszony
Palocsai Horváth Anna (1590 körül – 1628 körül) Palocsai Horváth György és Bocskai Krisztina leánya, Báthory Gábor erdélyi fejedelem felesége.

## Élete
A Palocsai Horváth család birtokai a királyi Magyarországon és Lengyelországban helyezkedtek el. Apja Palocsai Horváth György, anyja, Bocskai Krisztina, Bocskai István fejedelem unokahúga volt.
Nem ismeretes, hogy mikor kötött házasságot Báthory Gáborral, de feltehetőleg erre csak 1607. augusztus után került, mivel a vőlegény akkor vált nagykorúvá. A fiatalasszony csak 1608. júliusban csatlakozott férjéhez Kolozsváron, és rövid idő múlva már különváltan élt Görgény várában. Hat éven át tartó házasságukból nem született gyermek. 
Báthory halála után (1613) az özvegy az apja kővári erődítményébe vonult vissza, majd 1618. május 9-én Boldogkőváralján feleségül ment a Báthory Gábor árulójának tartott Kendi Istvánhoz. Új házasságában áttért a katolikus hitre. 1628 körül halt meg.